# Andrzej Mróz (pieśniarz)
Andrzej Mróz (ur. 21 lipca 1944 w Krakowie) – polski pieśniarz, absolwent metalurgii AGH.

## Życiorys
Jest harcmistrzem ZHP, przewodnikiem beskidzkim, fotografikiem oraz muzykiem i autorem tekstów piosenek turystycznych, kolęd i pastorałek. Swoją działalność piosenkarską rozpoczął w czasie studiów. Był współzałożycielem grupy Kociołek (1969). W 1969 r. otrzymał Grand Prix na II Ogólnopolskiej Giełdzie Piosenki Turystycznej w Szklarskiej Porębie za piosenkę "Od Turbacza". Na kolejnych giełdach indywidualnie i wraz z grupą Kociołek otrzymał liczne nagrody i wyróżnienia ("Wrzesień", "Ostatni studencki rajd", "Dobre rady turystyczne"). W 2009 r. na 42. Giełdzie w Szklarskiej Porębie zdobył I nagrodę w kategorii Nowe Dzieła Starych Twórców za piosenkę "Bieszczadzkie ścieżki", a na 48 Giełdzie za piosenkę "Oj, nie tak". Muzykę komponuje do własnych tekstów, a także do wierszy poetów związanych z górami: Grażyny Królikiewicz, Anny Szaleńcowej, Andrzeja Krzysztofa Torbusa, Urszuli Janickiej-Krzywdy.
Wielokrotnie występował w radiu, telewizji i na festiwalach. Ma za sobą liczne recitale na imprezach harcerskich i turystycznych. W 2015 r. z okazji 50-lecia twórczości został odznaczony przez Ministerstwo Sportu i Turystyki honorową odznaką Za Zasługi dla Turystyki. Z tej okazji został wydany kolejny śpiewnik "Z moją gitarą – piosenki Andrzeja Mroza" zawierający ponad 100 utworów.
Jest autorem wielu wystaw fotograficznych. Swoje zdjęcia publikuje w książkach, czasopismach, na pocztówkach, w kalendarzach, diaporamach i teledyskach do swoich piosenek na YouTube.

## Twórczość

### Płyty
1. zbiorowo (Grupa Kociołek):
1. Od Turbacza. Andrzej Mróz, Anna Szaleńcowa, Grupa Kociołek, Andrzej Lamers (2000)[10]

2. Andrzej Mróz (z żoną Marylą Lankosz-Mróz i zaprzyjaźnionymi muzykami):
1. Na gorczańskiej cichej hali (2000)[11]
2. Dla przyjaciół (2006)[12]
3. Pejzaż z kolędą (2008)[13]
4. Magia gór (dwupłytowy album 2012)[14]